# Chynowa
Chynowa is een plaats in het Poolse district  Ostrowski (Groot-Polen), woiwodschap Groot-Polen. De plaats maakt deel uit van de gemeente Przygodzice en telt 1100 inwoners.